# 1. siječnja u Drugom svjetskom ratu
Drugi svjetski rat po nadnevcima: 1. siječnja u Drugom svjetskom ratu.

### 1945.
- Luftwaffe pokrenuo Operaciju Bodenplatte, velik, ali neuspješan pokušaj uništavanja savezničkog zrakoplovstva jednim udarcem.